# Gonzalo Calcedo
Gonzalo Calcedo Juanes (Palencia, 1961) es un escritor español, dedicado especialmente a la escritura de cuentos. Fue premio Castilla y León de las Letras en 2020 por toda su trayectoria literaria.
De niño, se trasladó a vivir a Cantabria. Imparte conferencias y colabora en revistas literarias y medios de comunicación.

## Obra
Comenzó su carrera literaria con la publicación, en 1996, del cuento "Esperando al enemigo". Ha sido alabado por autores de prestigio como Quim Monzó, Sergi Pàmies o Jordi Puntí. 
Algunos de sus cuentos han sido incluidos en antologías literarias sobre cuentistas españoles contemporáneos, como "Los cuentos que cuentan" (1998), "Pequeñas resistencias" (2002) o "Cuento español actual 1992-2012" (2014).
Su inspiración viene, además de la tradición cuentística norteamericana (Henry James, John Cheever, J.D. Salinger, Tobías Wolf, Richard Ford), de la propia realidad que le rodea, gracias a su gran capacidad de observación. Los personajes se enfrentan a las decepciones de la vida e intentan encontrar un sentido a su existencia. Tienen un trasfondo de tristeza. Sus personajes suelen tener problemas con la identidad.
Las historias, sencillas, son narradas sin grandes tragedias, con un estilo minimalista en el aspecto emocional. Él mismo dice que no le gusta envolver ni adornar la narración.
- Esperando al enemigo (1996)
- Otras geografías (1998)
- Liturgia de los ahogados (1998)
- Los cuentos que cuentan (1998)
- La madurez de las nubes (1999)
- Cuentos de hijos y padres (2001)
- Lo que cuentan los cuentos (2001)
- Cuentos contemporáneos (2001)
- Apuntes del natural (2002)
- La pesca con mosca (2003)
- La carga de la brigada ligera (2004)
- El peso en gramos de los colibríes (2005)
- Mirando pájaros (y otras emociones) (2005)

- Temporada de huracanes (2007)
- Chejov y compañía (2007)
- Saqueos del corazón (2007)
- Cenizas (2008)
- Picnic y otros cuentos recíprocos (2010)

- El prisionero de la avenida Lexington (2010)
- Siameses (2011)
- Lo que tuvimos
- El Don (2014)
- Las Inglesas (2015)
- Playa Omaha

## Premios
- Premio José Hierro
- Premio Especial del Jurado en el Concurso de Cuentos Antonio Gala
- Premio NH "Vargas Llosa" al mejor libro inédito (1996)
- Premio NH "Vargas Llosa" al mejor cuento (2005)
- Premio Alfonso Grosso al mejor libro de relatos (2005)
- Finalista del Premio Nuevos Narradores
- Premio Tiflos de Cuentos, ONCE (2005)
- Premio Caja España de León, apartado de "cuentos" (2006)
- IV Premio Iberoamericano de Relatos Cortos, Cádiz (2006)
- XI Premio Literario Relatos Cortos de Cine, Huesca (2014)
- Finalista Premio Hispanoamericano de Cuento Gabriel García Márquez (2016)
- Premio Internacional de Novela Corta Diario de Jaén
- Premio Castilla y León de las Letras (2020)[1]